# Bandito senza colpa
Bandito senza colpa (High Lonesome) è un film western del 1950 diretto da Alan Le May in Technicolor.

## Produzione
Il film, diretto e sceneggiato da Alan Le May, fu prodotto da George Templeton tramite la Le May-Templeton Pictures (Arfran Productions). Fu girato a Antelope Springs e a Marfa, nel Texas, da inizio gennaio a metà gennaio 1950. Il titolo di lavorazione fu Deadfall.

## Distribuzione
Il film fu distribuito con il titolo High Lonesome negli Stati Uniti d'America dal 1º settembre 1950 al cinema dalla Eagle-Lion Films.
Altre distribuzioni:
- in Austria nel 1952 (Der Tiger von Texas)
- in Francia l'8 febbraio 1952 (La vallée du solitaire)
- in Portogallo il 23 luglio 1952 (A Vingança dos Mortos)
- in Svezia il 22 settembre 1952 (Nattens hämnare)
- in Finlandia il 14 agosto 1953 (Lännen auringon alla)
- in Danimarca il 15 marzo 1954 (Præriens skjulte fjende)
- in Brasile (Ódio Implacável)
- in Spagna (Fuerte solitario)
- in Italia (Bandito senza colpa)
- in Germania Ovest (In der Hitze des Südens)

## Promozione
Le tagline sono:
- THE UNKNOWN, THE UNSEEN...HAUNTED his footsteps...PERILED his life...DARED him to expose them!
- Only he saw the ghosts that fired to kill!
- Ghost fingers pressed the trigger - and death flashed from the shadows...
- There is a bright new Star in the Barrymore family...(original posters)